# Roman von Anrep

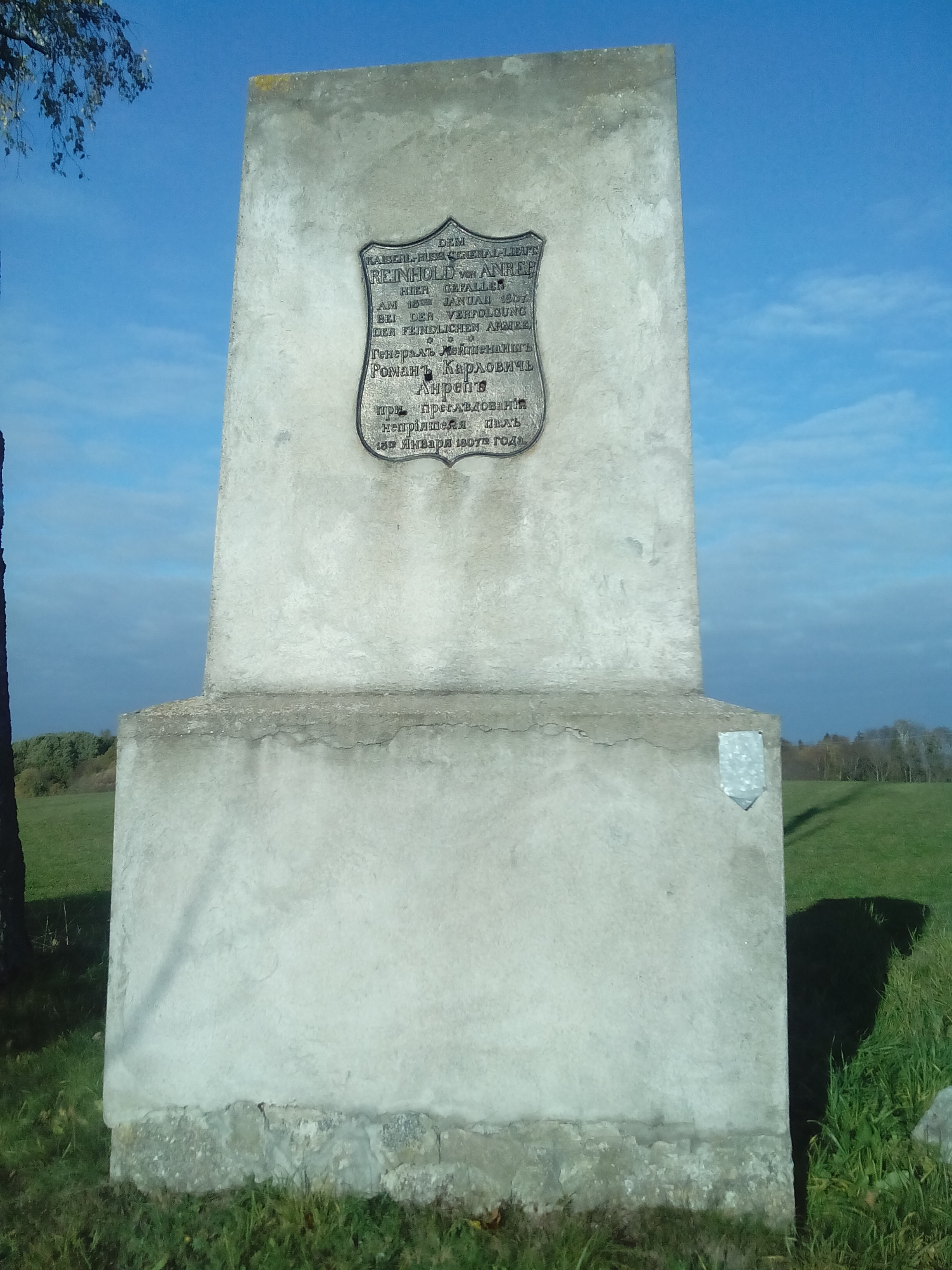
Pomnik Anrepa zachowany do dziś

Roman Karłowicz von Anrep (ros. Роман Карлович Анреп, ur. 21 września 1760 w Kerstenhof, zm. 25 stycznia 1807) – rosyjski generał.
Był wychowankiem Korpusu Paziów w Petersburgu. Brał udział w wojnie rosyjsko-szwedzkiej i otrzymał order Świętego Jerzego III i IV klasy oraz Order Świętego Włodzimierza II i III klasy. Uczestnik bitwy pod Dubienką w 1794 roku. Od 1801 do 1805 przebywał na wyspach Jońskich i w Neapolu. Powołany w skład II armii gen. Buxhoevdena, poległ podczas bitwy o Morąg. Na miejscu jego śmierci pod Plebanią Wólką (Pfarrersfeldschen) koło Morąga wzniesiono pomnik, zachowany do dziś.